# Lee J. Cobb
Lee Jacoby Cobb (New York, 8 december 1911 - Los Angeles, 11 februari 1976) was een Amerikaans acteur. Hij werd in 1955 genomineerd voor een Academy Award voor zijn bijrol in de misdaadfilm On the Waterfront en nogmaals in 1959 voor die in de boekverfilming The Brothers Karamazov. Cobb werd daarnaast in 1958 voor een Golden Globe genomineerd voor zijn bijrol in de dramafilm 12 Angry Men en opnieuw in 1964 voor die in de filmkomedie Come Blow Your Horn.
Cobb maakte in 1934 zijn acteerdebuut als naamloze voorman van een groep wegwerkers die te zien is in twee hoofdstukken van The Vanishing Shadow, een vier uur durende productie bestaande uit twaalf hoofdstukken. Drie jaar later was hij te zien als RR President Wooden in North of the Rio Grande, zijn eerst 'echte' film. The Vanishing Shadow meegerekend speelde Cobb van 1934 tot en met 1976 in 70 films, 78 inclusief televisiefilms. Op televisie was hij ook te zien als wederkerend personage in verschillende televisieseries. Zijn omvangrijkste rol daarin was die als rechter Henry Garth in The Virginian. Daarvoor nam Cobb 120 afleveringen op van 1962 tot en met 1966.
Cobb trouwde in 1940 met Helen Beverly, maar hun huwelijk hield geen stand. In 1957 hertrouwde hij met Mary Hirsch en bleef samen met haar tot aan zijn overlijden. Cobb stierf aan een hartaanval. Zijn dochter Julie Cobb werd in 1968 ook actief als actrice, voornamelijk in televisiefilms en met eenmalige rollen in televisieseries.

## Filmografie
*Exclusief acht televisiefilms
| - Gli amici di Nick Hezard (1976, alias aka Nick the Sting) - La legge violenta della squadra anticrimine (1976) - That Lucky Touch (1975) - Mark il poliziotto spara per primo (1975, alias Mark Shoots First) - Mark il poliziotto (1975, Blood, Sweat and Fear) - Il venditore di palloncini (1974) - The Exorcist (1973) - Ultimatum (1973) - La polizia sta a guardare (1973, alias Ransom! Police Is Watching) - The Man Who Loved Cat Dancing (1973) - Lawman (1971) - Macho Callahan (1970) - The Liberation of L.B. Jones (1970) - Mackenna's Gold (1969) - Las Vegas, 500 millones (1968) - Coogan's Bluff (1968) - Day of the Evil Gun (1968) - Il giorno della civetta (1968) - In Like Flint (1967) - Our Man Flint (1966) - Come Blow Your Horn (1963) - How the West Was Won (1962) - The 4 Horsemen of the Apocalypse (1962) - Exodus (1960) - But Not for Me (1959) - Green Mansions (1959) - The Trap (1959) - Party Girl (1958) - Man of the West (1958) - The Brothers Karamazov (1958) - The Three Faces of Eve (1957) - The Garment Jungle (1957) - 12 Angry Men (1957) - Miami Expose (1956) - The Man in the Gray Flannel Suit (1956) | - The Left Hand of God (1955) - The Road to Denver (1955) - The Racers (1955) - Day of Triumph (1954) - On the Waterfront (1954) - Gorilla at Large (1954) - Yankee Pasha (1954) - The Tall Texan (1953) - The Fighter (1952) - The Family Secret (1951) - Sirocco (1951) - The Man Who Cheated Himself (1950) - Thieves' Highway (1949) - The Dark Past (1948) - The Luck of the Irish (1948) - The Miracle of the Bells (1948) - Call Northside 777 (1948) - Captain from Castile (1947) - Boomerang! (1947) - Johnny O'Clock (1947) - Anna and the King of Siam (1946) - Winged Victory (1944) - The Song of Bernadette (1943) - Buckskin Frontier (1943) - Tonight We Raid Calais (1943) - The Moon Is Down (1943) - Down Rio Grande Way (1942) - Paris Calling (1941) - Men of Boys Town (1941) - This Thing Called Love (1940) - Golden Boy (1939) - Danger on the Air (1938) - Ali Baba Goes to Town (1937) - Rustlers' Valley (1937) - North of the Rio Grande (1937) |

## Televisieseries
*Exclusief eenmalige gastrollen
- The Young Lawyers - Advocaat David Barrett (1970-1971, 24 afleveringen)
- The Virginian - Rechter Henry Garth (1962-1966, 120 afleveringen)
- Studio One - Dr. Joseph Pearson (1957, twee afleveringen)
- The Vanishing Shadow - Voorman van de wegwerkers (1934, twee afleveringen)

- Biblioteca Nacional de España: XX1295504
- Bibliothèque nationale de France: cb138925987 (data)
- Catàleg d'autoritats de noms i títols de Catalunya: 981058510305806706
- Gemeinsame Normdatei: 129250384
- International Standard Name Identifier: 0000 0003 6864 3101
- Library of Congress Control Number: n87934848
- National Archives and Records Administration: 10572396
- Nationale Bibliotheek van Tsjechië: xx0034139
- Nationale Bibliotheek van Israël: 987007587628205171
- Nederlandse Thesaurus van Auteursnamen: 073286966
- SNAC: w66q33nt
- Système universitaire de documentation: 060393394
- Trove: 1274350
- Virtual International Authority File: 64191287
- WorldCat: E39PBJxrVRhpCYgjQw68k6wBfq